# Polybia fastidiosuscula
Polybia fastidiosuscula är en getingart som beskrevs av Henri Saussure 1854. Polybia fastidiosuscula ingår i släktet Polybia och familjen getingar. Inga underarter finns listade i Catalogue of Life.